# Era de Prata russa

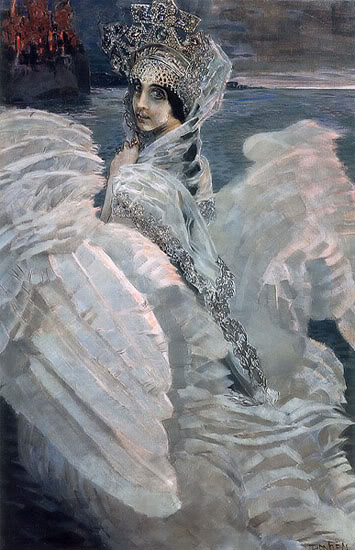
A princesa-cisne (1900) por Mikhail Vrubel. No poema de Pushkin, ela é descrita como quem "eclipsa a luz de Deus durante o dia, ilumina a terra à noite, a lua brilha sob sua foice e uma estrela arde em sua fronte". Em diversos escritos de pensadores da Era de Prata, como Blok, Berdiaev e Florensky, a Rússia era vista metaforicamente como uma noiva ainda não atingida, ou como o ideal feminino da sofiologia.

Era de Prata ou Idade da Prata (em russo: Сере́бряный век) da cultura russa é um termo tradicionalmente aplicado pelos filólogos russos à última década do século XIX e às primeiras duas ou três décadas do século XX. Foi um período excepcionalmente criativo na história do pensamento, arte e literatura russa, comparável à Idade de Ouro do século anterior. O termo Idade de Prata foi sugerido pela primeira vez pelo filósofo Nikolai Berdiaev, mas só se tornou habitual referir-se assim a esta era na literatura na década de 1960. No mundo ocidental outros termos, incluindo Fin de siècle e Belle Époque, são um pouco mais populares. Em contraste com a Idade de Ouro, as poetisas e escritoras influenciaram consideravelmente o movimento, e a Idade de Prata é considerada o início da aceitação acadêmica e social formal das escritoras na esfera literária russa.

## História
Iniciada por volta da década de 1890, a Era de Prata refere-se a uma época de intenso modernismo e efervescência filosófica na Rússia, tal como ocorria em outras culturas europeias, que se manifestou mais viva particularmente na poesia e arte russa. Seguiu-se ao ápice do chamado Iluminismo Russo (provestitel'stvo) das décadas de 1860 e 1870, em que fora sedimentada a crítica literária filosófica e o romance filosófico (como com as obras de Turgueniev, Dostoiévski e Tolstói).
Na literatura, destacam-se como grandes expoentes da Era de Prata Aleksandr Blok, Mikhail Kuzmin, Osip Mandelstam, Anna Akhmatova, Boris Pasternak, Marina Tsvetaeva, Velimir Khlebnikov, Vladimir Maiakovski. Na pintura, Mikhail Vrubel, Leon Bakst e Viktor Borisov-Musatov, também se associando Alexandre Benois, Marc Chagall, Kazimir Malevich; e na música, os compositores Sergei Rachmaninoff e Alexander Scriabin.
A Era de Prata pode ser dividida na literatura em dois períodos com tendências contrastantes: até 1910, caracterizada pelo simbolismo russo; depois, pelo pós-simbolismo ou por movimentos de ruptura de avant-garde, em que o cenário era dominado pelos chamados acmeístas e futuristas.
Muitos simbolistas russos adotavam teores do neorromantismo, e seus poetas se inspirarem particularmente em Nietzsche, Wagner e Baudelaire, com referência notória ao conceito de símbolo deste último, avançada no poema programático Correspondências de 1857. Alguns de seus mais importantes expoentes olhavam com fervor para a literatura russa do século XIX, e os modernistas da Era de Prata buscavam nela se inspirar para formar uma identidade cultural, escolhendo como modelo principal Alexandre Pushkin, grande representante romântico da Idade de Ouro passada. Talvez o gatilho mais importante que desencadeou o movimento dos jovens simbolistas russos foi a filosofia de Vladimir Soloviov, que criticava a tradição racionalista, adotava um conceito de eterno feminino e alta idealização do amor, e elencava o "pan-mongolismo" como um fator transformador da civilização ocidental.
Embora se possa dizer que os ideais da Idade da Prata aparecem nítidos nos Versos sobre a Bela Dama (1901) de Alexander Blok, estudiosos ampliaram sua estrutura cronológica para incluir as obras da década de 1890, começando com o manifesto de Nikolai Minsky Com a luz da consciência (1890), o tratado de Dmitri Merezhkovsky Sobre as razões do declínio da literatura russa contemporânea (1893), o almanaque Simbolistas russos de Valery Bryusov (1894) e a poesia de Konstantin Balmont e Mirra Lokhvitskaya.
Houve uma crise do simbolismo em 1910, a partir das polêmicas entre Valeri Briusov, Blok e Viacheslav Ivanov; a fundação do jornal crítico e de vanguarda Apollon sob Serguei Makovski em 1909; e a formação de novos grupos. Um deles, de jovens poetas liderado por Nikolai Gumilev, foi primeiramente chamado "adamismo", mas depois "acmeísmo", indicando seu programa de aderir ao significado em sua camada mais superficial e de topo, contra as profundezas metafísicas do simbolismo, e de construir familiaridade na polissemia. Houve também o grupo dos futuristas russos, em torno de Viktor Khlebnikov, chamado Hilaea, que depois se autodenominavam budetliane. Destacaram-se nele os poetas Maiakovski e Kruchenyk, bem como muitos pintores de vanguarda.
Nessa era, também ocorreram grandes repercussões no pensamento. Houve um "Renascimento" religioso e filosófico (também chamado de "renascimento espiritual" por Berdiaev), no campo da filosofia e teologia das duas primeiras décadas do século XX. Esse renascimento foi muito associado aos escritos Vasily Rozanov, Nikolai Berdiaev, Sergei Bulgakov, Semyon Frank, Pavel Florensky, Lev Shestov, Alexei Losev. Ele foi muito caracterizado por tendências de humanismo religioso (com variantes políticas, desde liberais a radicais) e idealismo, com um intenso desenvolvimento da filosofia religiosa russa e do ensino dos escritos de Soloviov. Frente ao cenário de decadência social russa, esses pensadores apontavam um foco na experiência individual, no valor da pessoa e ao imaginário de um futuro. Também houve o que foi chamado por muitos acadêmicos de "revolução erótica", em que os filósofos da Era de Prata afirmavam a importância moral e estética de Eros, em que o amor era unificador de todos os campos. A sofiologia russa, principalmente de Soloviov e Bulgakov, tornou-se a quintessência do sincretismo cultural da Era de Prata. Houve, assim, o desenvolvimento de novas escolas filosóficas russas estreitamente associadas, como o personalismo de Rozanov e Nikolai Losski e o existencialismo de Shestov. Junto, ocorreu uma efervescência de surgimento de outros círculos, crenças e movimentos, como do eurasianismo, neokantianismo, marxismo e cosmismo. Além do mais, também houve um renascimento do ocultismo e misticismo esotérico na cultura da época.
O neoidealismo russo desenvolvido por pensadores desse período contrastava ao idealismo alemão, tentando, além de reagir contra o positivismo, responder ao hegelianismo e à falência do idealismo absoluto. Historiadores culturais apontam que a obra Problemas do Idealismo (1902) foi o marco da revolta contra o positivismo durante esse período. Pensadores alemães eram criticados e se avançavam novas interpretações dos estudos de Platão por Soloviov e Losev. Eles afirmavam que a Teoria das Formas não negava a matéria, e davam valor à individualidade de uma forma caracterizada por um senso de acesso direto da realidade, como afirma Nikolai Losski. Isso os levava a considerar os aspectos sociais da condição humana e que o caráter ideal na realidade não era apenas subjetivo, mental ou ilusório, uma consideração que era compartilhada também por filósofos pré-revolucionários.

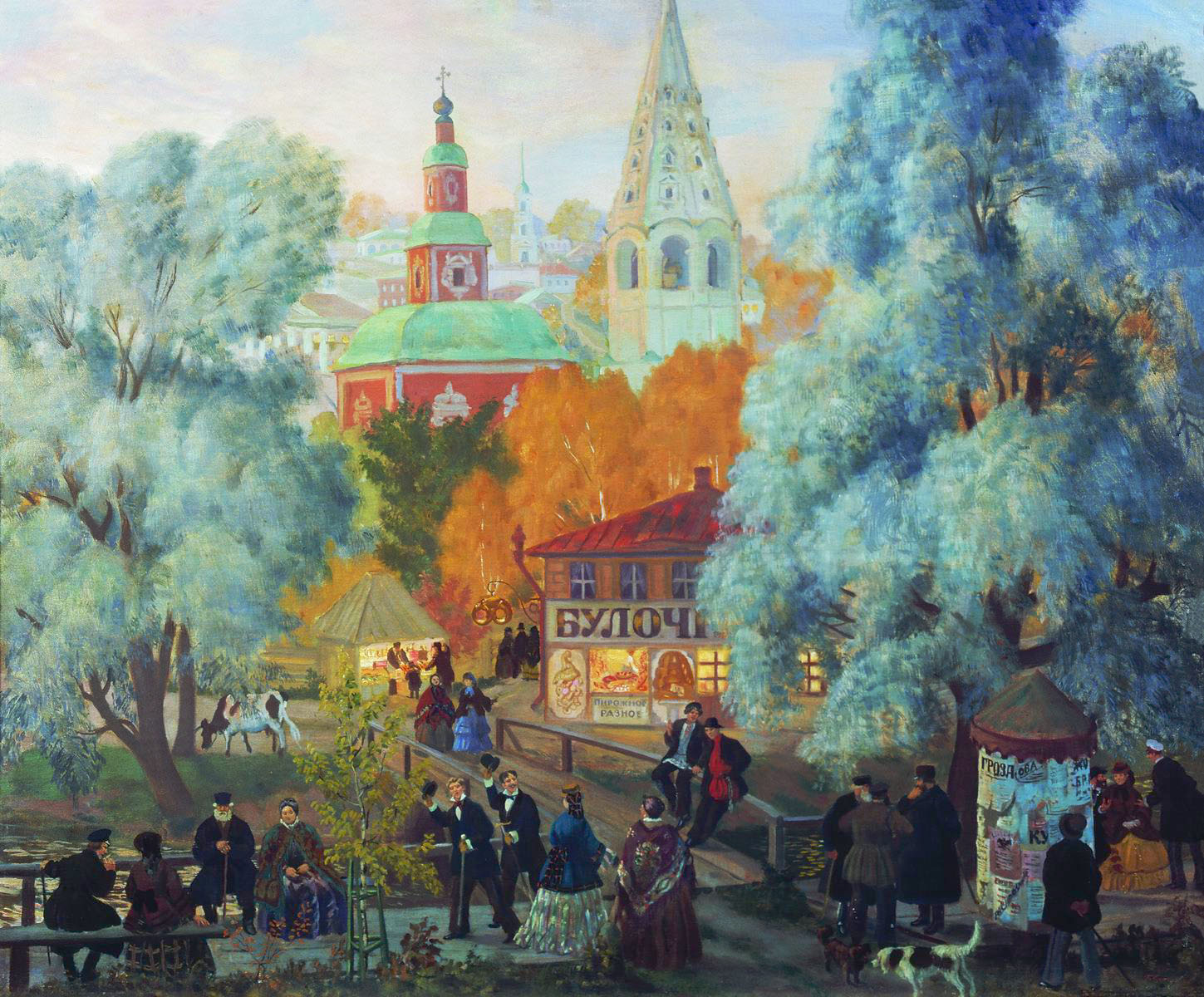
Província (1919) por Boris Kustodiev

O legado do pensamento dessa era inclui teorias sobre filosofia da cultura, por Ivanov, Berdiaev, Florensky; filosofia legal e do Estado, por Novgorodtsev, Struve, Bulgakov; da economia, por Struve, Bulgakov; da epistemologia, principalmente por Sergei Trubetskoi e pela escola de intuitivismo russo de Nikolai Losski e Semyon Frank; da filosofia do símbolo e mito, com Andrei Biéli, Ivanov, Florensky e Losev; da ética, com Losski, Ilyin e Vysheslavtsev; da estética e arte, com Shestov, Bely, Florensky, Lapshin, Losev; dentre outros estudos. Muitos de seus expoentes eram ativos na política, com preocupação cívica, e buscaram compreender e dar respostas à crise revolucionária. Uma das propostas era o anarquismo místico, defendido nos escritos de Georgi Chulkov e de Ivanov.
Houve também uma "Era de Prata da matemática", que precedeu a posterior Era Dourada. Valentin Poénaru afirma que o período "era comparável à Renascença na Europa". Essa renascença matemática foi avançada principalmente por Nikolai Luzin e também incluía Pavel Florensky como um contribuidor em seu círculo.
Essa renascença cultural foi curta, interrompida pelas revoluções de 1905/1906, Primeira Guerra Mundial e a Revolução de 1917, culminando com a expulsão de 220 intelectuais em 1922 nos chamados "navios dos filósofos". A Idade da Prata praticamente terminou após a Guerra Civil Russa, marcada pela morte de Blok e a execução de Nikolai Gumilev em 1921, bem como o aparecimento da coleção altamente influente de Pasternak, Minha Irmã é Minha Vida (1922). O fim do modernismo russo também recebe um término pelo suicídio de Maiakovski em 1930. A era foi relembrada com nostalgia por Makovsky e Akhmatova, e pelos poetas emigrados, como por Georgy Ivanov em Paris e Vladislav Khodasevich em Berlim.